# Roma (film, 2018)
Pour les articles homonymes, voir Roma.
Pour plus de détails, voir Fiche technique et Distribution.
Roma est un film américano-mexicain écrit et réalisé par Alfonso Cuarón, sorti en 2018.
Il est présenté en sélection officielle à la Mostra de Venise 2018 où, grand favori de la critique, il remporte le Lion d'or. En 2019, il gagne trois Oscars, dont ceux du meilleur réalisateur et du meilleur film en langue étrangère.
Roma est un véritable succès en termes de récompenses, remportant pas moins de 130 distinctions sur un total de plus de 220 nominations. Il est plébiscité par de nombreuses critiques,,.

## Synopsis
Le film s'inspire en partie de l'enfance d'Alfonso Cuarón.
Au début des années 1970, une famille aisée vit à Mexico dans le quartier Colonia Roma. Cleo est une des domestiques d'origine indigène de cette famille avec Adela. La famille est composée des parents Sofía et Antonio, des enfants Pepe, Sofi, Toño et Paco, et de Teresa, la mère de Sofía.
Sofía est quittée par son époux. Les deux femmes, Cleo et Sofia, vont alors s'entraider.
Les mots Shantih, Shantih, Shantih concluent le film (on les entend aussi dans Les Fils de l'homme). Ce sont les mêmes mots qui terminent le poème La Terre vaine (The Waste Land) de  T. S. Eliot. Le mot « shantih » est un mot sanskrit qui signifie « paix ».

## Fiche technique
- Titre original, français et québécois : Roma
- Réalisation : Alfonso Cuarón
- Scénario : Alfonso Cuarón
- Photographie : Alfonso Cuarón et Galo Olivares (au générique comme cadreur et « cinematography collaborator »)
- Montage : Alfonso Cuarón et Adam Gough
- Décors : Eugenio Caballero
- Costumes : Anna Terrazas
- Production : Nicolás Celis, Alfonso Cuarón et Gabriela Rodriguez
  - Production déléguée : Jonathan King, David Linde et Jeff Skoll
- Sociétés de production : Esperanto Filmoj et Participant Media
- Société de distribution : Netflix
- Pays de production :  Mexique,  États-Unis
- Langues originales : espagnol et mixtèque
- Format : noir et blanc
- Genre : drame
- Durée : 135 minutes
- Dates de sortie :
  - Italie : 30 août 2018 (Mostra de Venise)[6]
  - États-Unis : 31 août 2018 (Festival du film de Telluride)[7]
  - France : 15 octobre 2018 (Festival Lumière)[8] ; 14 décembre 2018 (sur Netflix)

## Distribution

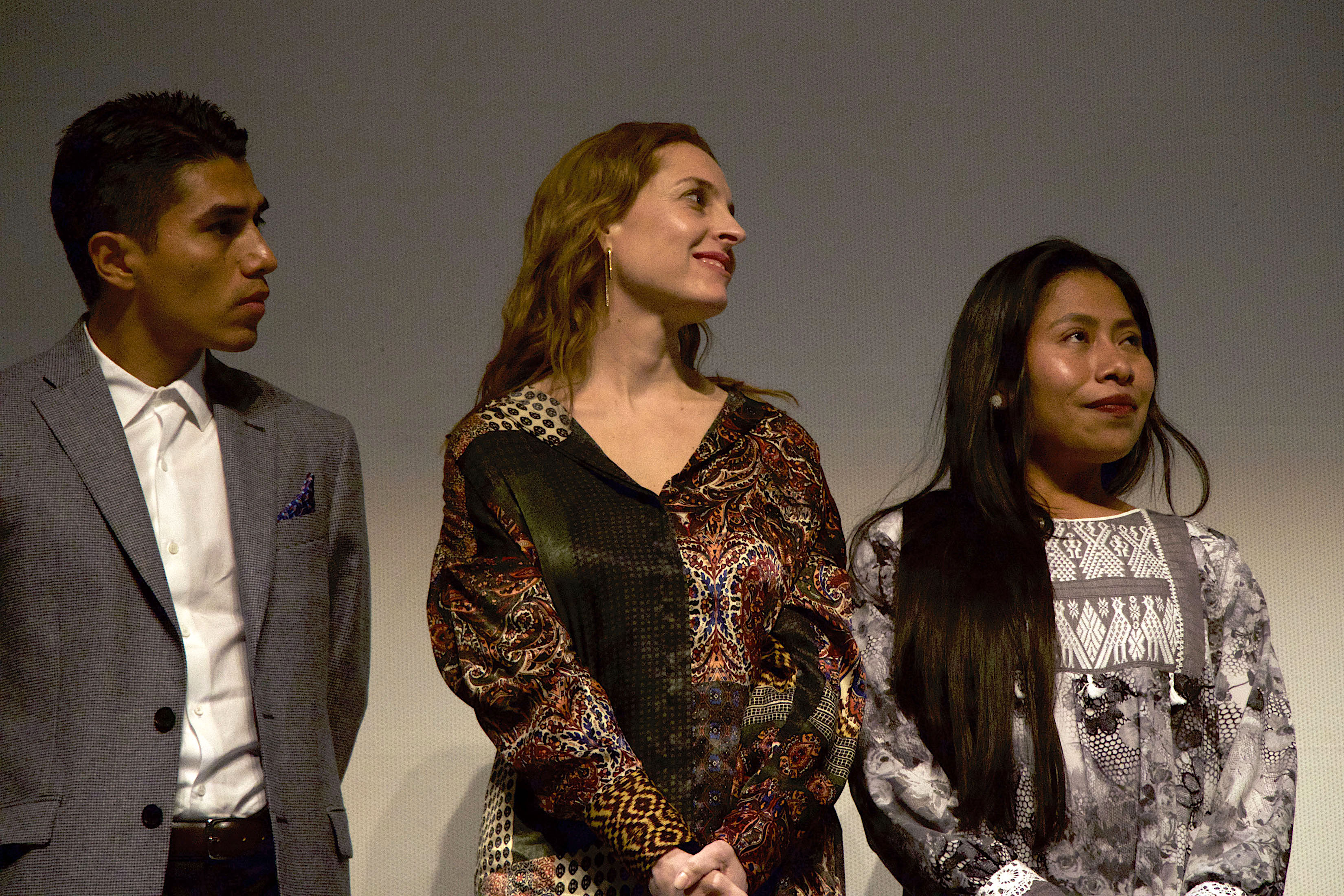
De gauche à droite, Jorge Antonio Guerrero, Marina de Tavira et Yalitza Aparicio, lors d'une projection du film à Mexico.

- Yalitza Aparicio : Cleodegaria « Cleo » Gutiérrez, la domestique
- Marina de Tavira : Sofía, la mère
- Fernando Grediaga : Antonio, le père
- Marco Graf : Pepe
- Daniela Demesa : Sofi
- Diego Cortina Autrey : Toño
- Carlos Peralta : Paco
- Verónica García : Teresa, la mère de Sofía
- Jorge Antonio Guerrero (es) : Fermín, l'amant de Cleo
- Nancy García : Adela, la seconde domestique et amie de Cleo
- Latin Lover (en) : Professeur Zovek

## Production

### Attribution des rôles
C'est le premier film de l'actrice Yalitza Aparicio.

### Tournage
Le film est tourné avec une caméra Alexa 65 haute définition au format 6,5 K.
Dans de longs bonus fournis avec la version DVD du film, le réalisateur explique en détails tous les aspects particuliers de son film. Il a voulu évoquer dans les plus infimes détails ses souvenirs d'enfance de l'époque 1970, reconstituant la maison de sa famille, recherchant les véritables meubles de l'époque ou les refabriquant s'ils avaient disparu. Il a recruté des figurants dans les proportions ethniques exacte de la population de son quartier. Il a tourné dans les véritables lieux de l'action quand c'était possible ou a reconstitué des rues entières en studio, s'aidant si besoin d'effets spéciaux. Son attention aux lumières et aux sons a été d'un niveau d'exigence inimaginable. Avec des acteurs pour la plupart sans expérience, ne connaissant rien a l'avance d'un scénario qui s'écrivait presque au jour le jour, il a recherché l'émergence autonome d'une vérité absolue qui fait de Roma un film comparable à aucun autre.

## Accueil

### Accueil critique
Le film reçoit de très bons retours critiques, avec une note moyenne de 4,2 proposée par le site Allociné.
Dans Première on peut lire que « Alfonso Cuarón remonte le temps et signe un chef-d’œuvre ».
Pour Jacques Mandelbaum du Monde, « Roma – avec son noir et blanc en scope, ses plans séquences travaillés, sa composition en profondeur de champ – est un film qu'on pourrait qualifier, avec la réserve afférente, de sur-cinématographique. [...] Lent, contemplatif, peu dialogué, le film avance par grands tableaux composés de plans séquences, par nappes mémorielles flottantes, par notations triviales de la vie domestique transcendées par la somptuosité de la forme qui les recueille. [...] Car ce n’est finalement que de cela que parle le film. De la fatalité sociale qui frappe certains êtres, de la fonction sacrificielle qui affecte leur vie, de la ténuité existentielle à quoi publiquement ils se résument alors même que le plus grand malheur les frappe dans leur chair. »
Pour Jérémie Couston de Télérama, « Riche en symboles et en images récurrentes (de ciels, de sols carrelés) à la beauté jamais ostentatoire, cette chronique d'une jeunesse mexicaine se prête à de multiples lectures. Dès son titre fellinien. Si « Roma » est bien le nom du quartier de Mexico où Cuarón a grandi, c'est aussi, lu à l'envers, « amor ». Et des désordres de l'amour, conjugal, filial et ancillaire, il sera beaucoup question dans ce film d'une grande douceur et d'une grande cruauté, où l'« amor » rôde, dedans et dehors. »
Selon Capucine Trollion, pour RTL, « Le réalisateur montre de nouveau son immense talent avec une œuvre intimiste, d'une beauté époustouflante. Tout le film est en noir et blanc, pour un spectacle impeccable, mêlant plans séquences et panoramiques. »

### Critique du sous-titrage
L'Association des traducteurs/adaptateurs de l'audiovisuel (ATAA) dénonce d'importantes erreurs dans le sous-titrage du film, indiquant : « Faire la liste des fautes d’orthographe et de grammaire, des tournures non françaises, des barbarismes, des phrases qui ne veulent rien dire et des contresens reviendrait presque à recopier l’intégralité des sous-titres. »

## Distinctions

### Sélections
- Italie : Mostra de Venise 2018
- États-Unis :
  - Festival du film de Telluride 2018
  - Festival du film de New York 2018[15]
  - Festival du film de Hollywood 2018
  - Film Independent's Spirit Awards 2019
  - Gotham Independent Film Awards 2018
  - Hollywood Music In Media Awards 2018
  - National Board of Review 2018
  - Festival international du film de Palm Springs 2019
- Canada : Festival international du film de Toronto 2018[16]
- Royaume-Uni :
  - Festival du film de Londres 2018[17]
  - British Independent Film Awards 2018
- Australie : Festival d'Adélaïde 2018
- Pologne : Camerimage 2018
- France : Festival Lumière 2018

### Récompenses
- Mostra de Venise 2018 : Lion d'or
- Camerimage 2018 : Grenouille de bronze
- Festival du film de Hollywood 2018 : New Hollywood Award
- National Board of Review 2018 : Top Ten Films
- Festival international du film de Palm Springs 2019 : Sonny Bono Visionary Award
- Golden Globes 2019 :
  - meilleur réalisateur ;
  - meilleur film en langue étrangère.
- Critics' Choice Movie Awards 2019 :
  - meilleur film ;
  - meilleur réalisateur ;
  - meilleure photographie ;
  - meilleur film en langue étrangère.
- British Academy Film Awards 2019[18] :
  - meilleur film ;
  - meilleur réalisateur pour Alfonso Cuarón ;
  - meilleure photographie pour Alfonso Cuarón ;
  - meilleur film en langue étrangère.
- Oscars 2019 :
  - Oscar du meilleur réalisateur pour Alfonso Cuarón ;
  - Oscar de la meilleure photographie pour Alfonso Cuarón ;
  - Oscar du meilleur film en langue étrangère.
- Prix Platino 2019[19],[20] :
  - meilleur film de fiction ;
  - meilleur réalisateur pour Alfonso Cuarón ;
  - meilleur scénario pour Alfonso Cuarón ;
  - meilleure photographie pour Alfonso Cuarón ;
  - meilleur son pour Sergio Díaz, José Antonio García, Craig Henighan et Skip Lievsay.
- David di Donatello 2019 : meilleur film étranger
- Prix Ariel 2019 :
  - meilleur film ;
  - meilleure réalisation pour Alfonso Cuarón ;
  - meilleure actrice dans un second rôle pour Marina de Tavira ;
  - meilleur scénario original pour Alfonso Cuarón ;
  - meilleure photographie pour Alfonso Cuarón ;
  - meilleur montage pour Alfonso Cuarón ;
  - meilleure direction artistique pour Eugenio Caballero, Bárbara Enríquez, Oscar Tello et Gabriel Cortés ;
  - meilleurs effets visuels pour Sheldon Stopsack et David Griffiths ;
  - meilleurs effets spéciaux pour Alejandro Vázquez ;
  - meilleur son pour Jorge Antonio García, Sergio Díaz, Skip Lievsay et Craig Henigham.

### Nominations
- British Academy Film Awards 2019 :
  - meilleur scénario original pour Alfonso Cuarón ;
  - meilleur montage pour Alfonso Cuarón et Adam Gough ;
  - meilleurs décors pour Eugenio Caballero and Bárbara Enríquez.
- Oscars 2019 :
  - Oscar du meilleur film ;
  - Oscar de la meilleure actrice pour Yalitza Aparicio ;
  - Oscar de la meilleure actrice dans un second rôle pour Marina de Tavira ;
  - Oscar du meilleur scénario original pour Alfonso Cuarón ;
  - Oscar des meilleurs décors pour Eugenio Caballero et Barbara Enriquez ;
  - Oscar du meilleur montage de son pour Sergio Díaz et Skip Lievsay ;
  - Oscar du meilleur mixage de son pour Skip Lievsay, Craig Henigham et José Antonio Garcia.
- Prix Ariel 2019 :
  - meilleure actrice pour Yalitza Aparicio ;
  - meilleur acteur dans un second rôle pour Jorge Antonio Guerrero (es) ;
  - meilleure révélation pour Nancy García ;
  - meilleurs costumes pour Anna Terrazas ;
  - meilleur maquillage pour Anton Garfias.